# Lonigo
Lonigo es un municipio italiano de 15 552 habitantes de la provincia de Vicenza (región del Véneto). Su lugar de interés más destacado es la Villa Pisani, una de las villas palladianas declaradas Patrimonio de la Humanidad por la Unesco, en la localidad de Bagnolo. Hay otra Villa Pisani en el municipio de Lonigo, pero no es obra de Andrea Palladio.

## Demografía
| Gráfica de evolución demográfica de Lonigo entre 1861 y 2001 |
|                                                              |
| Fuente ISTAT - elaboración gráfica de Wikipedia              |